# 深圳地铁8号线

地鐵近期線路通車後，深圳的地铁系統

深圳地铁8号线，曾稱鹽田線，是深圳地铁的一条路线，为连接中心城区和盐田区的局域线，主要聯繫羅湖中心區與蓮塘、沙頭角、鹽田港、大梅沙、小梅沙等片區。
8号线属深圳市轨道交通中较早期规划的路线之一，更被纳入在2011年获审批的地铁三期工程，但在客流及轨道交通制式上存在极大争议，工程多次修改及延迟，最终更改为与2号线直通运行，并于2015年尾开始动工。
本线的代表色为粉红色，但为方便乘客了解本线与2号线的直通运行关系，在路线图及车站标识上由与2号线相同的橙色表示，而在列车等地方则继续以粉红色表示。
2020年9月28日，8号线一期通过竣工验收，于2020年10月28日开通运营。

## 歷史

### 早期规划
8号线原规划线路起终点为国贸站至盐田港站，全长19.2公里，设10座车站，其中换乘站2座，原规划初步建议采用轻轨系统。
2007年，深圳市规划局编制了《深圳市城市轨道交通近期建设规划（2010－2020年）》，对8号线进行了深入研究，规划了8号线新的线站位、建设时序等。新规划的8号线起点在国贸，终点在小梅沙，全长约25.8公里，设站12座，平均站距2.35公里，在国贸站与1号线换乘，在文锦站和黄贝岭站与5号线换乘。
2007年3月1日，深圳市规划局在向人大代表汇报中指出：根据国家有关规定，8号线的客流不满足近期建设要求，难以获得国家批准。深圳目前最急需解决的是缓解特区内的交通压力，综合考虑地铁8号线的运营效益和制式选择的不确定性，初步建议在2015~2020年建设。
根据《深圳市城市轨道交通近期建设规划》的客流预测，预计2013年8号线高峰小时最大断面客流量为0.77万人次/小时，在2020年左右才能达到1万人。按总收入和基本运营成本计算，8号线初期运营年度亏损0.23亿元左右；考虑固定资产折旧和贷款利息，则亏损约4亿元，因此该线路近期难以获得国家批准。
尽管8号线建设时间靠后，但在深圳市、盐田区人大代表和政协委员积极呼吁和盐田区政府积极推进下，2008年6月，深圳市发展与改革局正式批复，同意由深圳市地铁有限公司开展8号线前期工作，8号线成为三期规划中已启动前期工作的两条线路之一。根据当时的市政府要求，地铁公司必须于2008年底前完成制式选择的前期研究报告，2009年启动可行性研究。根据当时的乐观估计，在二期规划线路建设完成后，即2011~2012年可启动8号线建设，比原计划大大提前。

### 计划采用磁悬浮
2008年12月25-26日，在天津铁道第三勘察设计院召开了“深圳轨道交通8号线技术方案研究启动会”。北京控股磁悬浮技术发展有限公司、国防科学技术大学、铁道第三勘察设计院集团有限公司、唐山轨道客车有限责任公司，中国铁路通信信号集团公司、委托方深圳地铁公司，以及四项专题研究承担单位中国科学院电工研究所、中南大学、深圳大学、北京市环境科学研究院的代表50余人参加了会议。会议讨论通过了北控磁浮公司提出的深圳8号线工作安排意见，成立了深圳8号线项目领导小组和工作小组，成立了深圳8号线项目工程研究组。铁三院介绍了深圳8号线的相关情况和技术方案研究进展情况。
2009年7月28日，深圳市政府调研组赴河北省唐山市中低速磁悬浮试验基地，调研了中低速磁悬浮技术的试验情况。调研组听取了使用中低速磁悬浮的可行性报告。报告认为，采用这种新技术，比现在使用的地下铁路，每公里可节省2.8亿元的成本。它可以建造在现有道路上方，减少了拆迁成本，适合深圳在城区中建设。时任深圳市委常委、常务副市长许勤表示，一旦各方面论证通过，深圳很有可能在地铁8号线率先使用中低速磁悬浮技术。
2011年，8号线采用轮轨技术和中低速磁浮技术的方案已经进行了比选研究，两种制式分别给出了推荐线站位总体方案。轮轨B型车方案全长约26.3公里，共设15个站点，其中11个地下站，4个高架站；中低速磁浮方案全长27.6公里，设15个站点，均为高架站。推荐车辆段选址盐田东信石场。当时预计2017年即可建成通车。。
2013年7月，深圳地铁集团副总经理简炼介绍，8号线目前正在进行磁悬浮制式工程可行性研究，一旦定案，预计明年开建，不迟于2018年，可与连接深港的莲塘口岸同步建成。

### 工程延期
2011年4月25日，国家发展与改革委员会批准《深圳市城市轨道交通近期建设规划（2011-2016年）》。国家发改委确定了6、7、9、11号线的建设时间，但未明确8号线的建设时间，仅批准“根据前期工作的进展情况，适时建设8号线”。
2013年盐田区“两会”上，11名代表向政府表达对磁悬浮方案的反对。
2014年4月3日，盐田区委书记郭永航在做客深圳特区报“民生面对面”栏目时表示，其个人支持8号线采取中低速磁悬浮，但前提条件是，绝大部分走地下。郭永航说，按照目前峰谷之间的客流量差异，以轮轨制式建设8号线几乎是不可能被批准的，“因为轮轨制式有一个门槛，必须要达到多少人流量才能批，等于这个大门是堵死的。”
2014年6月13日，深圳地铁集团董事长林茂德表示，国家发改委本来不同意地铁三期工程同时建设5条线，认为强度、规模太大。但是在申报时，深圳市政府将8号线作为旅游观光性质、采用磁悬浮等新技术的方式申报，才获得了国家发改委的批准。但是现在沿线的百姓都非常反对采用磁悬浮制式，这种情况下，8号线的建设将继续悬而未决。
2014年7月8日，上百名市民在深圳地铁集团总部前抗议，反对地铁8号线采用高架磁悬浮。
2014年7月17日，盐田区政府在给市政府的“关于轨道交通三期工程剩余线路及三期修编线路建设问题的请示的意见”中也再次建议：“开展轨道8号线多种制式和敷设方式研究，以及近远期结合，进行多方案比选，明确线路制式敷设方式确定时间等有关事项的时序安排，不能无限期暂缓。”
2015年2月，深圳市交通运输委员会称，地铁8号线目前还在做前期研究，将适时启动建设，采用何种制式建设仍没有确定。

### 8号线一期工程改为2号线延长线
2015年3月26日，马兴瑞就任深圳市委书记。
2015年5月，在参加中国共产党深圳市第六次代表大会的小组讨论时，马兴瑞多次提到“八号线到底什么时候可以开始建？”的问题。6月1日，马兴瑞再次提出要加速建设地铁8号线，并声称“推动特区内外协调发展，当务之急是把交通问题解决好，地铁八号线的事情，我会继续督办”。
2015年8月，盐田区召开轨道8号线二期调整方案征求意见座谈会。会议宣布，連接市區至鹽田區的地铁由2號線東延段代替。2號線將從新秀站延長至鹽田路站，这一段又稱為8號線一期。而8號線二期將起於鹽田路站，终止葵涌片區，采用跨座式单轨，以旅游观光功能为主。对于“地铁2号线延长线为何不直接延长到大小梅沙”的问题，深圳市轨道交通建设指挥部办公室主任李福民回答：“一方面是2号线实在是太长，目前2号线的延长已经到了极致，如果再延伸，势必面临非常棘手的技术难题和运营管理困境。走到了这一步，如果在延长到什么地方还没达成一致意见的话，这个事真是难办了。延长到什么地方有技术要求，不是想延长就延长，如果没有限制，那就可以直接延长到大鹏了。”

### 8号线二期工程改为8号线一期工程继续延长
2017年6月，深圳市政府决定8号线二期不再采用单轨制式。8号线二期工程改为8号线一期工程继续延长。线路方案为由8号线一期工程的终点站盐田路站引出，沿北山道、盐梅路向东铺设至小梅沙站，线路延长约8.6公里。

### 8号线二期的建设
2023年4月28日，8号线二期全线轨通。6月8日，工程名“北山道站”和“盐田食街站”分别更名为正式站名“鸿安围站”和“盐田墟站”。7月16日，8号线二期完成列车热滑试验。11月，宣告8號綫二期將於12月28日起開通，最终经过协调，提前一天于12月27日开通。

## 工程

### 一期工程
一期工程由2号线莲塘站至鹽田路站，全長12.367公里，均為地下線路。新增車站6座（不含2号线莲塘站），包括：梧桐山南站、沙頭角站、海山站、鹽田港西站、深外高中站及鹽田路站。
工程將會連接2號線的蓮塘站。列車採用現有A型車、6輛編組，設蛇口西車輛段1處，增設停車場1個（望基湖停车场，是鹽田區的第一個鐵路車廠），停車場采用八字线接轨方案衔接（形成一個三角線），並新建一庭莲塘主变电所，於2015年12月底前期工程开工，計劃於2020年10月底建成通車。
8号线一期工程工程由中國交建及中國鐵建分別負責承建主線隧道及車站（8132號合約）、望基湖停車場及出入線隧道（8133號合約），車站施工方法採用明挖车站、明暗挖结合车站及盖挖法车站，而区间隧道施工方法會採用矿山法、TBM法、盾构法（即隧道鑽挖機）、明挖法（當中，車站及望基湖停車場隧道入口以明挖回填及暗挖建造；望基湖停車場三角線以鑽爆、隧道鑽挖機輔以鑽爆方式建造；其他隧道使用隧道鑽挖機，包括貼近香港邊界的梧桐山南至沙頭角站隧道）。
一期工程已於2015年12月動工，2019年8月9日隧道貫通，2020年6月10日望基湖停車場正式竣工，8號線一期行車線正式通電，2020年10月28日开通运营。

### 二期工程
8号线二期工程从盐田路东延至小梅沙，全长约8公里，全地下方式敷设，共设鸿安围站、盐田墟站、大梅沙站和小梅沙站4座车站，已于2019年8月動工，並在2023年12月27日正式通车。

### 三期工程
8号线三期工程起于盐田区8号线二期小梅沙站，止于大鹏新区溪涌站，全长约3.7千米，设站1个，于2021年9月26日开工。

### 未来发展
在盐田路站与18号线交汇。在溪涌站與32號線贯通运行。

## 車站及接駁路綫
目前的8號線是建设工程名称，实际上是2號線由蓮塘站至小梅沙站的路段，路經梧桐山南、沙頭角、海山、鹽田港西、深外高中、盐田路、鴻安圍、盐田墟、大梅沙，最終到達小梅沙站，並於鹽田港-深外間設三角線接駁新建的望基湖停車場，均以地下形式建造。目前一期工程已于2020年10月28日开通，并通過蓮塘站与2号线贯通运营。
目前8號線路段只能有在蓮塘站通過直通運轉模式換乘2號線，換乘深圳其他的地鐵線路均需要通過2號線路段才能換乘。但是根據深圳政府的規劃，未來鹽田路站將可以換乘18號線，興建中的溪涌站遠期与32號線贯通运行。
鸿安围、盐田墟、大梅沙及小梅沙站屬於8号线二期工程，于2019年8月开工，2023年12月27日通车运营。8号线三期規劃從小梅沙站東延至溪涌站，計劃於2025年12月通車。
| 站名              | 英文名稱              | 里程（公里）   | 里程（公里）   | 所在地         | 啟用時間         | 換乘路綫       | 月台形式           |
| 站名              | 英文名稱              | 站间           | 累计           | 所在地         | 啟用時間         | 換乘路綫       | 月台形式           |
| ↑与2号线至赤湾    | ↑与2号线至赤湾        | ↑与2号线至赤湾 | ↑与2号线至赤湾 | ↑与2号线至赤湾 | ↑与2号线至赤湾   | ↑与2号线至赤湾 | ↑与2号线至赤湾     |
| 8號綫             | 8號綫                 | 8號綫          | 8號綫          | 8號綫          | 8號綫            | 8號綫          | 8號綫              |
| ----------------- | --------------------- | -------------- | -------------- | -------------- | ---------------- | -------------- | ------------------ |
| 莲塘              | Liantang              | 0              | 0              | 罗湖区         | 2020年10月28日   | █2号线（）     | 地下岛式月台       |
| 梧桐山南          | Wutong Mountain South | 1.46           | 1.46           | 罗湖区         | 2020年10月28日   |                | 地下岛式月台       |
| 沙头角            | Shatoujiao            | 4.32           | 5.78           | 盐田区         | 2020年10月28日   |                | 地下岛式月台       |
| 海山              | Haishan               | 1.57           | 7.35           | 盐田区         | 2020年10月28日   |                | 地下岛式月台       |
| 盐田港西          | Yantian Port West     | 1.24           | 8.59           | 盐田区         | 2020年10月28日   |                | 地下岛式月台       |
| 深外高中          | Shenwai Senior Campus | 2.68           | 11.27          | 盐田区         | 2020年10月28日   |                | 地下岛式月台       |
| 盐田路            | Yantian Road          | 1.41           | 12.68          | 盐田区         | 2020年10月28日   | █18号线        | 地下一岛一侧式月台 |
| 鸿安围            | Honganwei             | 1.10           | 13.78          | 盐田区         | 2023年12月27日   |                | 地下岛式月台       |
| 盐田墟            | Yantianxu             | 1.14           | 14.92          | 盐田区         | 2023年12月27日   |                | 地下岛式月台       |
| 大梅沙            | Dameisha              | 3.58           | 18.50          | 盐田区         | 2023年12月27日   |                | 地下岛式月台       |
| 小梅沙            | Xiaomeisha            | 2.14           | 20.64          | 盐田区         | 2023年12月27日   |                | 地下岛式月台       |
| 8号三期（建设中） |                       |                |                |                |                  |                |                    |
| 溪                | Xichong               | 3.79           | 24.43          | 大鹏新区       | 预计2025年12月底 | █32号线        | 地下岛式月台       |
| 论 编             |                       |                |                |                |                  |                |                    |

### 線網轉乘站

#### 已投入使用
- 莲塘站：轉乘2號線。不過因為2號線與8號線貫通運營，因此乘客無需下車即可轉乘。不過作為兩線“分界站”，經此站前往赤灣站方向的列車被稱為2號線；此站前往小梅沙站方向的列車被稱為8號線。列車啓動後，車內LCD屏幕會自動切換線路數字。

#### 即將成為轉乘站的車站
- 盐田路站：轉乘18号线。18號綫為遠期線路，建設時已預留換乘節點。

## 使用车辆

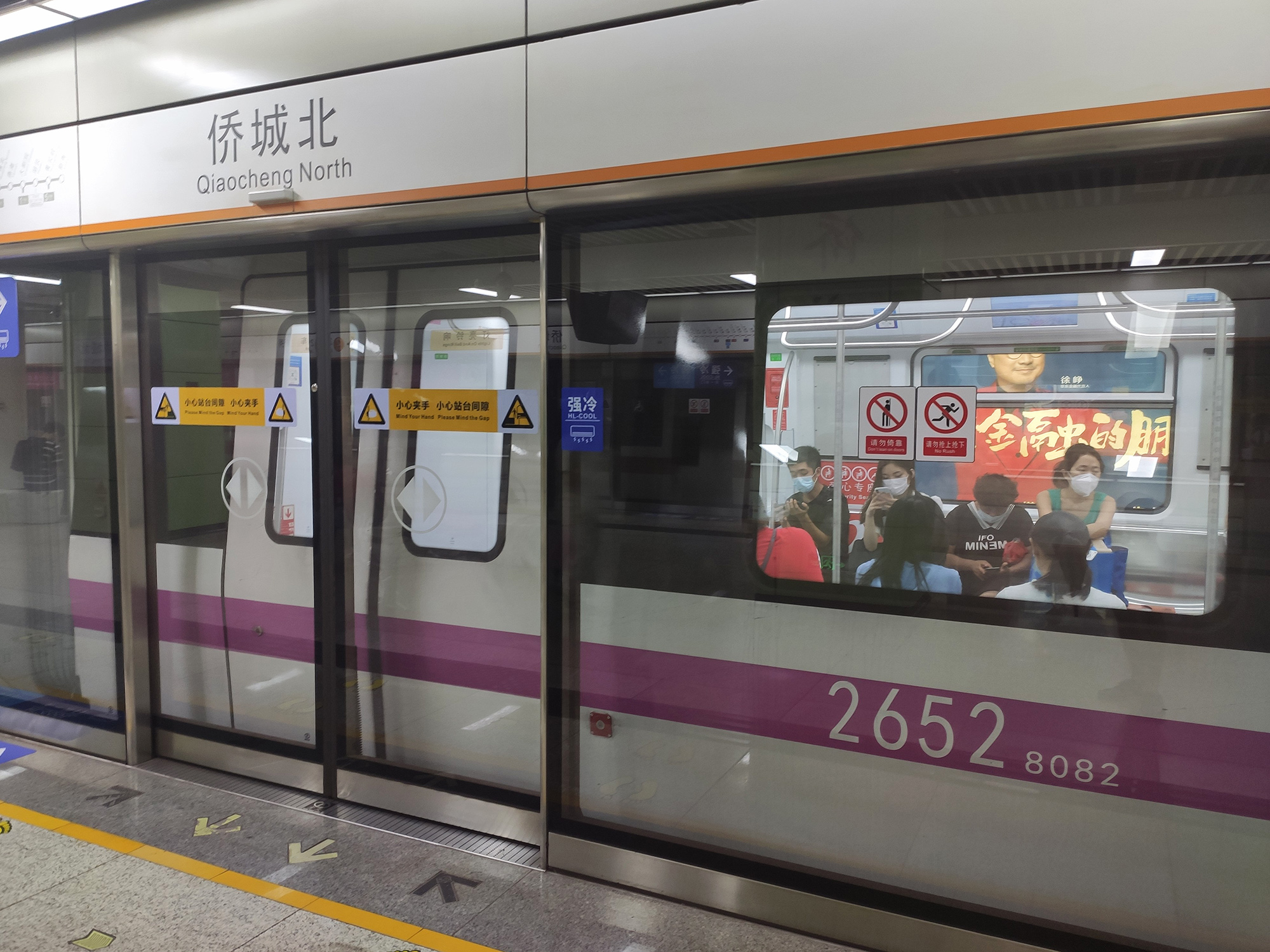
8号线列车265(808)停靠2号线侨城北站，该款列车同时拥有2号线和8号线的列车编号，腰线继续使用粉红色

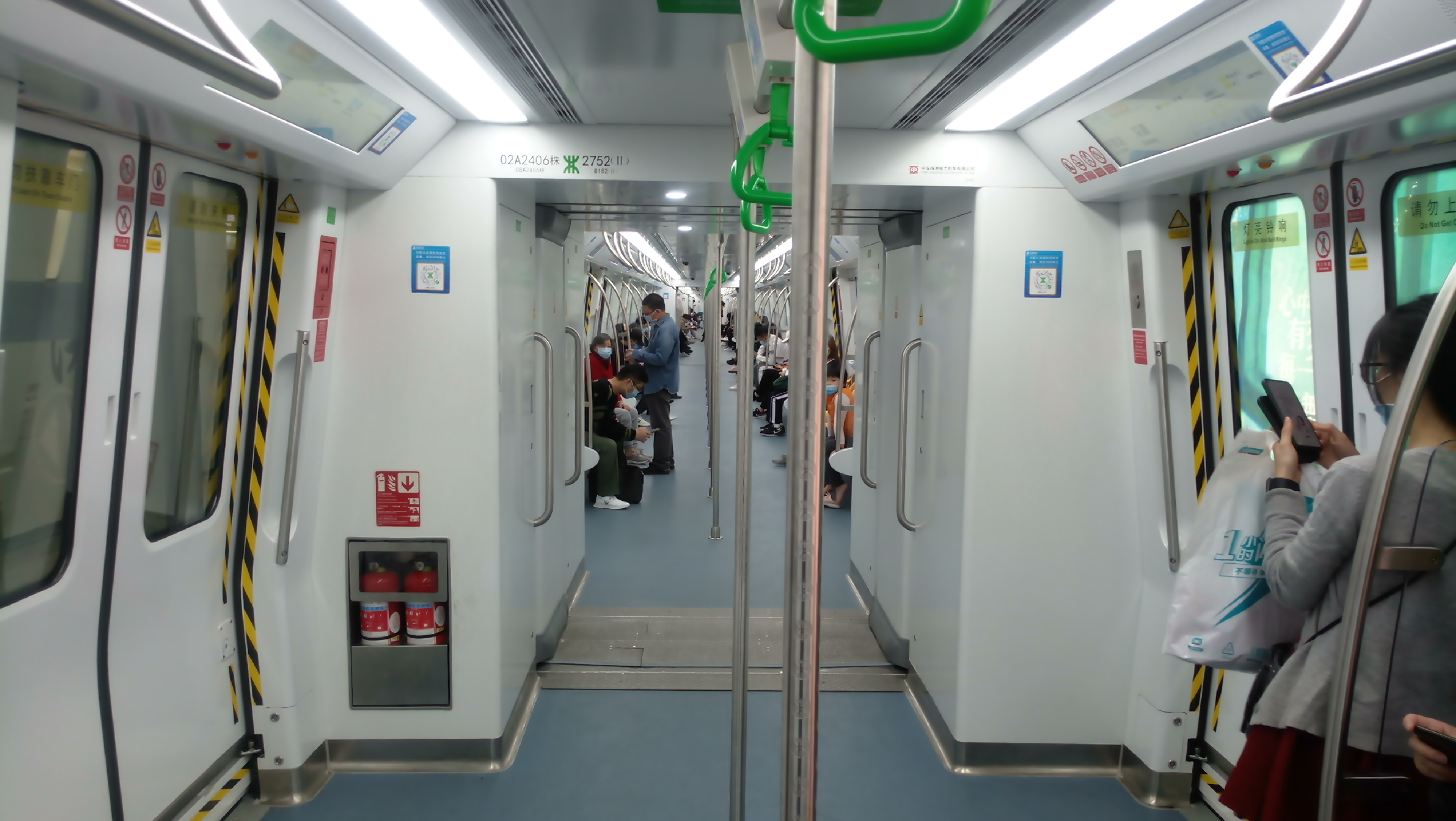
8号线列车275（818）车厢内景

2019年，为应付深圳地铁二号线東延和八号线一期工程建成开通后客流的增长，深圳地铁集团向中车株洲电力机车订购24列8號線地铁列车（编号为 02A2406株 258-281（08A2406株 801-824），每列6节，共144节），首列列車已於2019年4月1日交付。
该线列车信号系统与2号綫、5号綫列车信号系统相同，因此该线列车可以在2號線、5號線上行驶。現時8号綫的269（812）车、270（813）车及271（814）车已调至5号线長期运营。

## 2019冠状病毒病中国大陆疫情影響
受2019冠状病毒病中国大陆疫情影響，深圳於2022年3月14日封城7天，期間8號綫停駛3天。
2022年3月18日，沙頭角站至鹽田路站恢服有限度運營，運營時間為每日早上8時至晚上9時，班次為約每20分鐘一班，各站只開放2個出入口。